# اسکار لوئیس سلادا
اسکار لوئیس سلادا (انگلیسی: Óscar Luis Celada؛ زادهٔ ۹ مارس ۱۹۶۶) بازیکن فوتبال اهل اسپانیا است.
از باشگاه‌هایی که در آن بازی کرده‌است می‌توان به باشگاه فوتبال لاس پالماس، باشگاه فوتبال اسپورتینگ خیخون، و باشگاه فوتبال رئال ساراگوسا اشاره کرد.